# 5285 Krethon
5285 Krethon eller 1989 EO11 är en trojansk asteroid i Jupiters lagrangepunkt L4. Den upptäcktes 9 mars 1989 av det amerikanska astronom paret Eugene M. och Carolyn S. Shoemaker vid Palomar-observatoriet. Den är uppkallad efter Krethon, i den grekiska mytologin.
Asteroiden har en diameter på ungefär 59 kilometer.